# Richmond Bridge
Richmond Bridge är Australiens äldsta bro som ännu är i bruk. Den är 47 meter lång och korsar Coal River i Richmond, Tasmanien, 25 kilometer norr om Hobart.
Grundstenen lades den 11 december 1823 och straffarbetare användes fram till färdigställandet 1825. Den hette till att börja med Bigge's Bridge efter John Thomas Bigge, som framlade behovet av bron 1820. Bron är byggd av sandsten och består av sex spann på 4,3, 8,1, 8,3, 8,5, 8,3 och 4,1 meter.
Den 25 november 2005 togs bron med på Australian National Heritage List.